# 赫洛霍韋茨區
48°25′N 17°45′E / 48.417°N 17.750°E

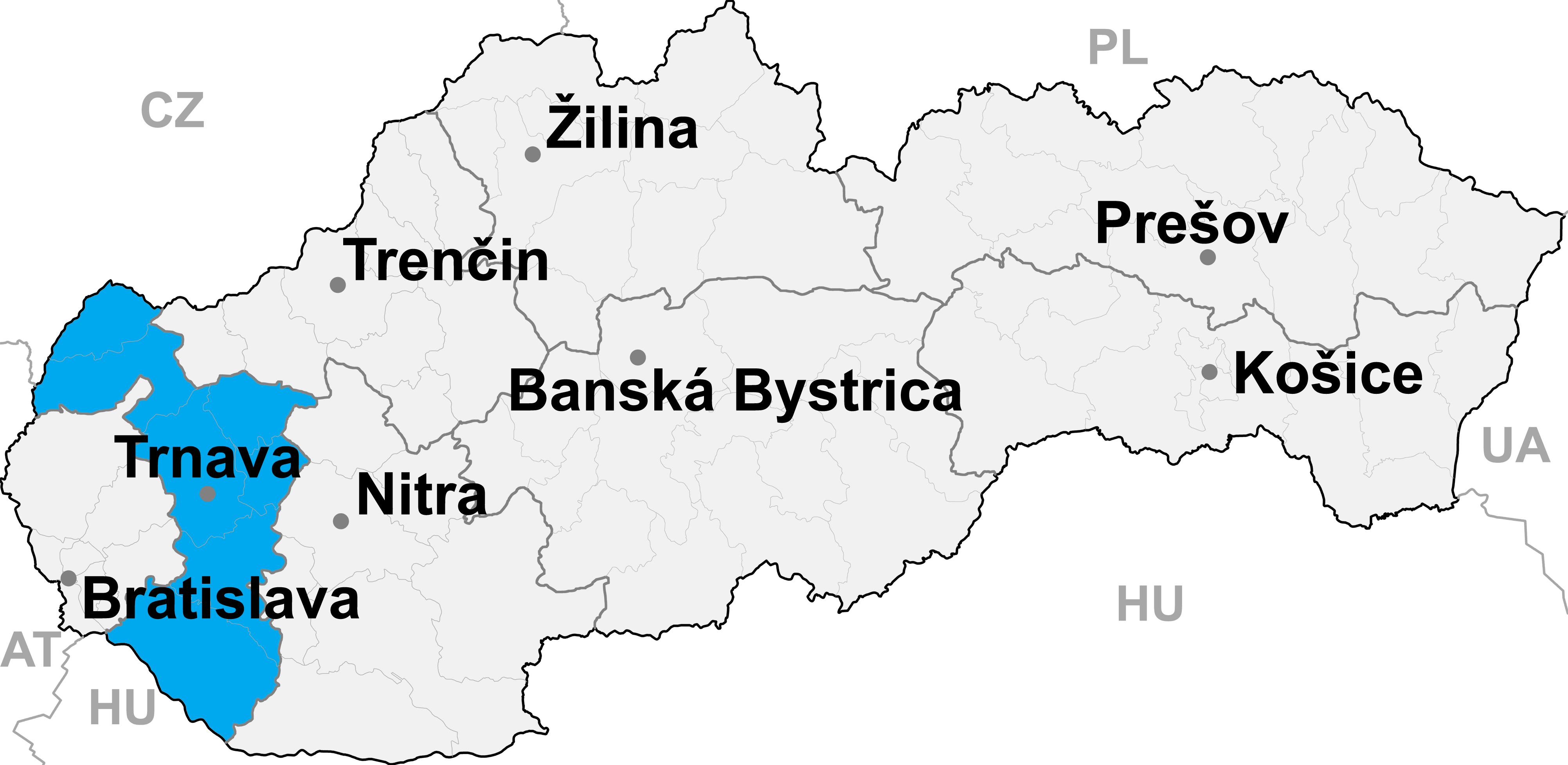

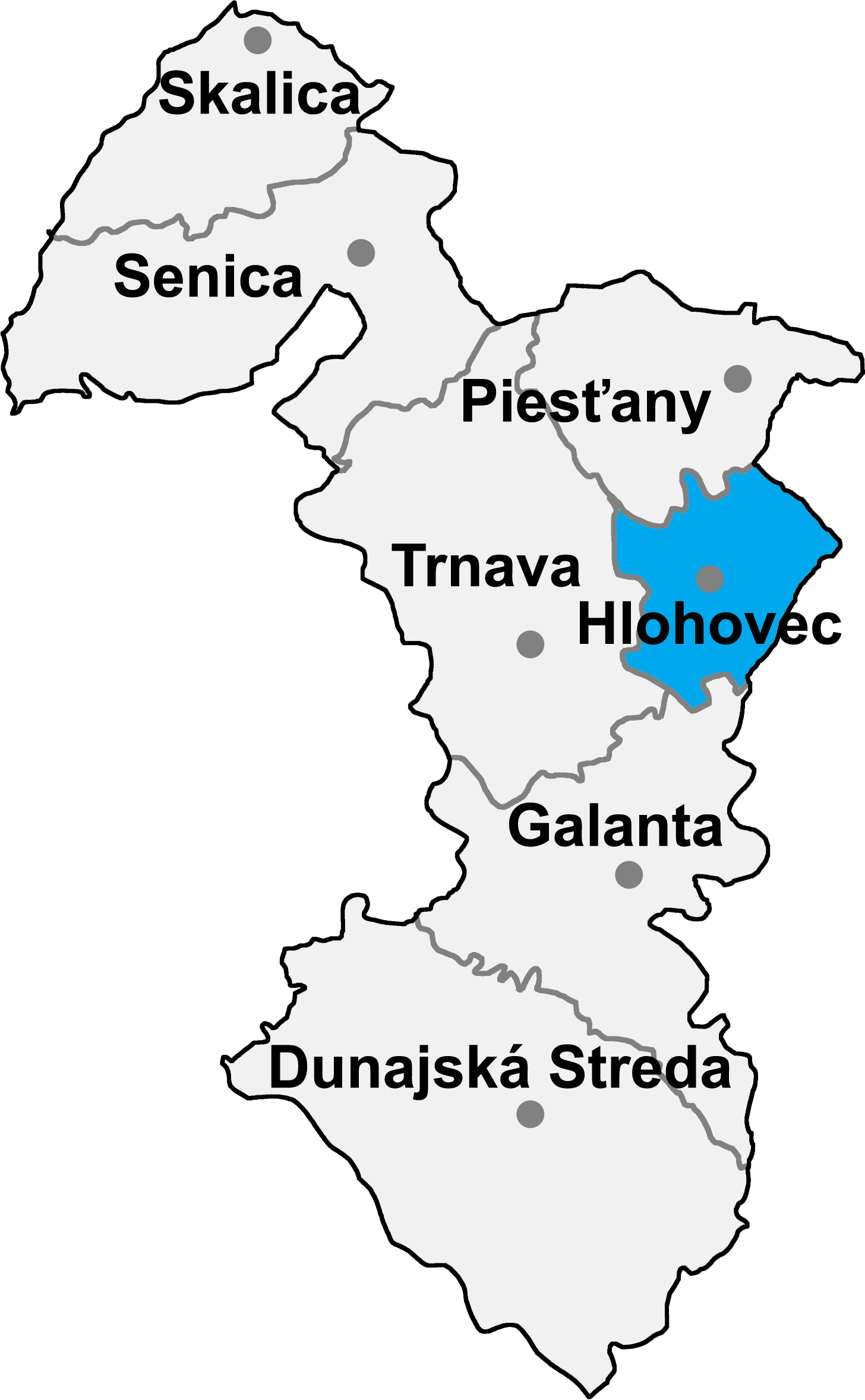
赫洛霍韋茨區

赫洛霍韋茨區，是斯洛伐克的一個區，位於該國西部，由特爾納瓦州負責管轄，面積267平方公里，2001年該區人口45,247，人口密度每平方公里170人。